# Barrmattvävare
Barrmattvävare (Obscuriphantes obscurus) är en spindelart som först beskrevs av John Blackwall 1841.  Barrmattvävare ingår i släktet Obscuriphantes och familjen täckvävarspindlar. Arten är reproducerande i Sverige. Utöver nominatformen finns också underarten O. o. dilutior.